# Clypeasta gracilis
Clypeasta gracilis är en skalbaggsart som beskrevs av Blanchard 1851. Clypeasta gracilis ingår i släktet Clypeasta och familjen Melolonthidae. Inga underarter finns listade i Catalogue of Life.